# 1973年リハビリテーション法
1973年リハビリテーション法（英語: Rehabilitation Act of 1973、以下「リハ法」）とは、1973年に制定されたアメリカ合衆国の連邦法。下院議員ジョン・ブレードマスが最初に提案した。
「リハ法」は、Vocational Rehabilitation Act of 1973（職業リハビリテーション法）の置き換えとして制定された。その目的は、第一に、連邦政府から受ける助成金に対する各州の裁量を拡大・改訂し、重度障害者を主な対象とした職業リハビリテーションを推し進めること、第二に、障害者に関する研究およびトレーニングプログラムについて、連邦政府の負うべき責任を拡張すること、そして第三に、健康教育福祉省が行う障害者関連のすべてのプログラムについて、大臣の協力責任を確立すること、等々である。
1973年9月26日、リチャード・ニクソン大統領がこの法案に署名した。
「リハ法」は、大きな改正が数回にわたってなされている。その中でも最も重要なのは、1974年12月7日の改正で「障害者（handicapped individual）」の定義が拡張されたことである（111条）。最初の「リハ法」では、「障害者」は「（A）身体的または精神的障害があり、それが本人にとって職業上の実質的な困難であるか、それを引き起こしており、かつ（B）この法律の第1章・第3章にしたがって提供された職業リハビリテーションを通して雇用適性が増すことが合理的に推測される者」と定義されていた（7条6項）。1974年の改正では「障害者」の定義が広げられ、連邦政府による直接の雇用（501条）、建造物や交通機関のバリアの調整・撤廃（502条）、連邦政府と契約する業者での雇用（503条）、連邦政府が財政的支援を行っているプログラム（504条）といった、職業リハビリテーションを通した雇用適性とは関係のない事柄が問題になる場合についても、「障害者」の概念を使えるようになった。1974年の改正によって、「障害者」は「（A）身体的または精神的な機能障害があり、それによって本人の生活能力が1つ以上実質的に制限されているか、（B）そうした機能障害を過去に持っていた、もしくは（C）そうした機能障害を現在持っていると考えられる者」を意味するようになった。後に連邦議会は、「障害／障壁（handicapped）」の語を「障害（disability）」に置き換えた上で、この定義を障害を持つアメリカ人法（ADA）（英語: Americans with Disabilities Act of 1990）に導入した（Pub.L. 101–336 3条2項）。「リハ法」は、連邦政府および政府と契約する業者が雇用する際にアファーマティブ・アクション（積極的差別是正措置）を要求し、政府機関が行うプログラムと雇用、および政府の援助を受けた団体のプログラムと雇用において、障害を理由とした差別を禁止している。「リハ法」で用いられている雇用差別の基準は、ADAの第1章にも見られる。

## 501条
501条では、連邦政府の行政部門に属する機関に、アファーマティブ・アクション（積極的差別是正措置）および非差別が求められている。被雇用者は、機関の雇用機会均等室に問い合わせることで、雇用差別に関する情報収集や苦情申し立てができる。

## 503条
503条では、連邦政府と契約する業者のうち、10,000ドル以上の契約を有する業者にアファーマティブ・アクション（積極的差別是正措置）が求められ、雇用差別が禁止されている。

## 504条
504条では、障害を持つ人の公民権という考え方が生み出され、さらにその範囲が広げられている。この条文では、例えば特別な教育環境や支援といった合理的配慮が生徒一人ひとりに必要であることを認めるなどして、障害のある子どもや大人が、教育・雇用など様々な環境で機会を得られるようにしている。
504条の規定が各活動に反映されるように、政府機関、および政府の援助を受けた団体には、それぞれに504条の施行規則が定められている。これらの施行規則にはいずれも、障害を持つ被雇用者への合理的配慮、プログラムへのアクセシビリティ、視聴覚障害者との十全なコミュニケーション、および新規の建設や改築がアクセシブルであることが含まれており、各期間はそれぞれ施行規則を遵守する責任がある。504条は、民事においても守られ、また、合理的配慮がなされていないと感じた被雇用者は、雇用機会均等室に苦情を申し立てる必要も、当局から提訴許可状（"right-to-sue" letter）を受ける必要もなく、いきなり訴えを起こすこともできる。

## 505条
505条では、501条にもとづいて訴えた場合の補償と弁護士費用が規定されている。

## 508条
508条では、連邦政府が電子技術やITを進展・維持・獲得・利用し、それらを被雇用者や市民を含めた障害を持つ人にとってアクセシブルなものとすることを求めている。
アクセシブルなITシステムは、多様な仕方で使うことができ、使い手は特定の単一の感覚や能力を持っていなくてもよい。例えば、視覚的フォーマットでしか出力できないシステムは、視覚障害者にとってアクセシブルではないし、聴覚的フォーマットでしか出力できないシステムは、ろう者や難聴者にとってアクセシブルでない。508条にしたがったシステムを使うために、アクセシビリティに関連したソフトウェアや周辺機器が必要になる障害者もいるだろう。

## 判例
- コールマン対シュワルツネッガー事件
- プラタ対シュワルツネッガー事件